# Amphineurus perdecorus
Amphineurus (Amphineurus) perdecorus là một loài ruồi trong họ Limoniidae. Chúng phân bố ở miền Australasia.